# Tom Mancini
Tom Mancini, né le 18 mars 1998 à Aix-les-Bains (Savoie), est un fondeur français spécialisé dans le sprint.
Son père a été un ancien membre de l'équipe de France de ski de fond. Pratiquant également le biathlon dans sa jeunesse, Tom Mancini a longtemps hésite avant de porter son choix sur le ski de fond. Il se révèle lors des Championnats du monde junior 2018 avec le titre dans l'épreuve du sprint en style libre. C'est la deuxième fois de l'histoire qu'un Français remporte cette épreuve après Jean Tiberghien en 2014. Il est également au cours de ces Mondiaux juniors 2018 quatrième dans l'épreuve du relais avec Camille Laude, Hugo Lapalus et Pierre Tichit.

## Championnats du monde junior
| Édition / Épreuve        | Sprint | Skiathlon | Relais |
| ------------------------ | ------ | --------- | ------ |
| Mondiaux 2018 Kandersteg | Or     | 16e       | 4e     |